# Pasional
Pasional es un tango creado en 1951 cuya letra pertenece a Mario Soto en tanto que la música es del bandoneonista Jorge Caldara, que fue grabado por distintas orquestas.

## Los autores
Jorge Caldara, ( Buenos Aires, Argentina, 17 de septiembre de 1924 – ibídem, 24 de agosto de 1967 ) fue un bandoneonista, director de orquesta y compositor dedicado al género del tango que trabajó en las orquestas de Francisco Lauro, Alberto Pugliese, Emilio Orlando y Osvaldo Pugliese antes de formar y dirigir su propio conjunto.

Mario Soto, ( La Plata, provincia de Buenos Aires, Argentina, 20 de agosto de 1912 -  ibídem 20 de abril de 1995 ) fue un letrista, glosador y presentador, autor entre otros tangos de Muchachita de barrio y Todo terminó.

## Comentario
Sobre el origen de sus letras, Mario Soto decía: 

”…son escenas del tango. Las que vemos todas las noches. Simplemente hay que prestarles un poquito de atención y contarlas. En verso o chimentándolo con un amigo que está contigo en ese momento. La pista, la penumbra hablan... están llenas de hechos, de diálogos, tristezas, momentos felices...¡El amor!...”

La letra está referida al amor en grado de pasión por una mujer que describe el protagonista: 
”No sabrás... nunca sabrás...
lo que es morir mil veces de ansiedad...
No podrás nunca entender
lo que es amar y enloquecer...”
Dice José María Otero de Pasional:

”…uno de los tangos paradigmáticos del repertorio popular. Esta obra también significó un paso trascendental para el cantor Alberto Morán, instalándose como uno de los tangos románticos más requerido por el público. El dramatismo de sus versos y la genial interpretación de Morán, resultaron una fórmula perfecta.”

## Grabaciones
Este tango fue grabado, entre otros, por Juan Carlos Baglietto, Juan Carlos Fabri con la Orquesta Miguel Caló el 23 de mayo de 1951 para Odeon, Oscar Larroca con la Orquesta Alfredo De Angelis el 5 de noviembre de 1951, Aníbal Jaule  con la Orquesta Domingo Moles en 1985, Rubén Juárez con la Orquesta Armando Pontier el 6 de diciembre de 1973, Alberto Morán con la Orquesta Osvaldo Pugliese el 24 de noviembre de 1952 para Odeon, en 1955 con Armando Cupo y en 1986, con el acompañamiento de la orquesta de Alberto Di Paulo, por Mario Demarco con Raúl Quiroz en el sello Pathé entre 1951 y 1953 y Mónica Navarro con el acompañamiento del guitarrista Luis Apotheloz en 2005 en Montevideo.
Por fuera de los intérpretes tradicionales del tango, Pasional ha sido interpretado por otras figuras de la música popular argentina como Sandro, Nacha Guevara y Estela Raval. 